# Eriopyga marginalis
Eriopyga marginalis là một loài bướm đêm trong họ Noctuidae.